# 澁谷宗彦
澁谷 宗彦（しぶや むねひこ）は、日本の実業家。渋谷スクランブルスクエア株式会社代表取締役社長。

## 略歴
横浜市出身。1989年、東京理科大学工学部建築学科卒業（指導教官：日笠端）。同年、東京急行電鉄（現：東急電鉄）に入社。南町田グランベリーパークの開発担当やたまプラーザテラスのプロジェクトリーダーなどを務め、2011年には二子玉川開発担当に着任し、再開発組合と連携しながら二子玉川ライズ2期事業のプロジェクト推進に尽力した。2015年10月に都市創造本部運営事業部営業二部統括部長に就任し、たまプラーザテラス、渋谷ヒカリエ、渋谷マークシティの運営や新規プロジェクトの運営計画等を担った。。2020年6月に渋谷スクランブルスクエア株式会社代表取締役社長に就任。